# Championnat de Djibouti féminin de football
Le championnat de Djibouti féminin de football est une compétition djiboutienne de football féminin.

## Palmarès
| Saison    | Champion                  |
| --------- | ------------------------- |
| 1999-2000 | Bis Mer Rouge             |
| 2000-2001 | Bis Mer Rouge             |
| 2001-2002 | Bis Mer Rouge             |
| 2002-2003 | Bis Mer Rouge             |
| 2003-2004 | Résultats non connus      |
| 2004-2005 | Bis Mer Rouge             |
| 2005-2006 | Résultats non connus      |
| 2006-2007 | AS Port                   |
| 2007-2008 | Résultats non connus      |
| 2008-2009 | AS Port                   |
| 2009-2012 | Compétition non disputée  |
| 2013      | Cité Hodan                |
| 2014      | CDC du Quartier 3         |
| 2015      | Forces Armées de Djibouti |
| 2016      | Forces Armées de Djibouti |
| 2016-2017 | Forces Armées de Djibouti |
| 2017-2018 | Forces Armées de Djibouti |
| 2018-2019 | Forces Armées de Djibouti |
| 2019-2020 | Forces Armées de Djibouti |
| 2020-2021 | Garde républicaine FF     |
| 2021-2022 | Forces Armées de Djibouti |
| 2022-2023 | Forces Armées de Djibouti |
| 2023-2024 | Forces Armées de Djibouti |

| Club                                                 | Titres |
| ---------------------------------------------------- | ------ |
| Forces Armées de Djibouti                            | 9      |
| Bis Mer Rouge                                        | 5      |
| AS Port                                              | 2      |
| Cité Hodan, CDC du Quartier 3, Garde républicaine FF | 1      |